# Icasa Esporte Clube
O Icasa Esporte Clube foi um clube de futebol da cidade de Juazeiro do Norte no interior do Estado do Ceará, Brasil.
Fundado em 1º de maio de 1963, o clube foi extinto em 1998. Destarte, cumpre esclarecer que a Federação Cearense de Futebol não reconhece a Associação Desportiva Recreativa Cultural Icasa como sucessora do Icasa Esporte Clube, constando de seus registros duas entradas diferentes, uma para o encerrado Icasa EC e outra para a atual e ativa ADRC Icasa.

## Títulos
| ESTADUAIS | ESTADUAIS               | ESTADUAIS | ESTADUAIS  |
|           | Competição              | Títulos   | Temporadas |
| --------- | ----------------------- | --------- | ---------- |
|           | Campeonato Cearense     | 1         | 1992       |
|           | Torneio Ceará - Paraiba | 1         | 1972       |

### Outras conquistas
- Campeonato Citadino de Juazeiro do Norte: 9 vezes (1963, 1965, 1966, 1967, 1968, 1969, 1970, 1971 e 1972).

## Estádio
O Icasa mandava seus jogos no Estádio Municipal de Juazeiro do Norte, que se chama Mauro Sampaio, mas apelidado pelos torcedores/imprensa por Romeirão.

## Escudo
O Escudo é uma engrenagem, fazendo referência à indústria de seu fundador. Foi criado em 1963 na fundação do clube, e nele acrescentado somente as estrelas referentes a títulos.

## Participações em Campeonatos Nacionais
Foram estas as participações do Icasa EC em edições do Campeonato Brasileiro:
- 1998 - Série C (36º lugar)[4]
- 1995 - Série C (16º lugar)[5]
- 1984 - Taça CBF (23º lugar)[carece de fontes?]
- 1981 - Taça de Bronze (23º lugar)